# Лі Шаньшань
Лі Шаньшань  (кит.: 李 珊珊, 22 лютого 1992) — китайська гімнастка, олімпійська чемпіонка.

## Виступи на Олімпіадах
| Олімпіада  | Дисципліна       | Місце             |
| ---------- | ---------------- | ----------------- |
| Пекін 2008 | вільні врави     | 40 (кваліфікація) |
| Пекін 2008 | колода           | 6                 |
| Пекін 2008 | абсолютний залік | 82 (кваліфікація) |
| Пекін 2008 | командний залік  | 1                 |